# نهار الظفيري
نهار السعيدي الظفيري، لاعب كرة قدم سعودي.
بدأ كرة القدم مع نادي كاظمة في الكويت، وتدرج في فئة الشباب حتى الفريق الأول، وساهم في تحقيق الفريق لبطولتي كأس أمير الكويت، حيث سجل في نهائيي 1996 و1997م.
موهبة نهار الظفيري لفتت انظار الاندية السعودية، وذلك على الرغم من مولده و ترعرعه في الكويت ، إلا أنه سعودي الجنسية ، ونجح نادي النصر السعودي في الظفر بخدماته في عام 1998م.
ومن المصادفة أن أول مباراة رسمية لعبها نهار كانت ضد فريقه السابق كاظمة، وذلك في بطولة كأس آسيا للاندية وخسرها الفريق 3-0 ولكن نهار سجل في الإياب هدفين الا ان النصر خرج بفارق الاهداف.
حقق نهار مع النصر بطولة كأس السوبر الآسيوي عام 1998م.
انضم للمنخب الاولمبي السعودي وكان ضمن قائمة النصر في كأس العالم لأندية كرة القدم 2000م بالبرازيل ولكنه لم يشارك، وقرر عام 1422هـ اعتزال كرة القدم في عمر مبكر.